# دومین گروه اعزامی زامبزی
دومین گروه اعزامی زامبزی (انگلیسی: Second Zambesi expedition) توسط انجمن سلطنتی جغرافیای بریتانیا برای کشف جنوب شرقی آفریقا اعزام گردید، این سفر در راستای کشف ذخایر معدنی و سایر منابع طبیعی صورت گرفت، سفر به این منطقه از آفریقای مرکزی تحت رهبری و فرمان دکتر دیوید لیوینگستون صورت گرفت که در آن زمان به دلیل سفرهایش به درون آفریقای مجهول مشهور گشته بود

## نگارخانه

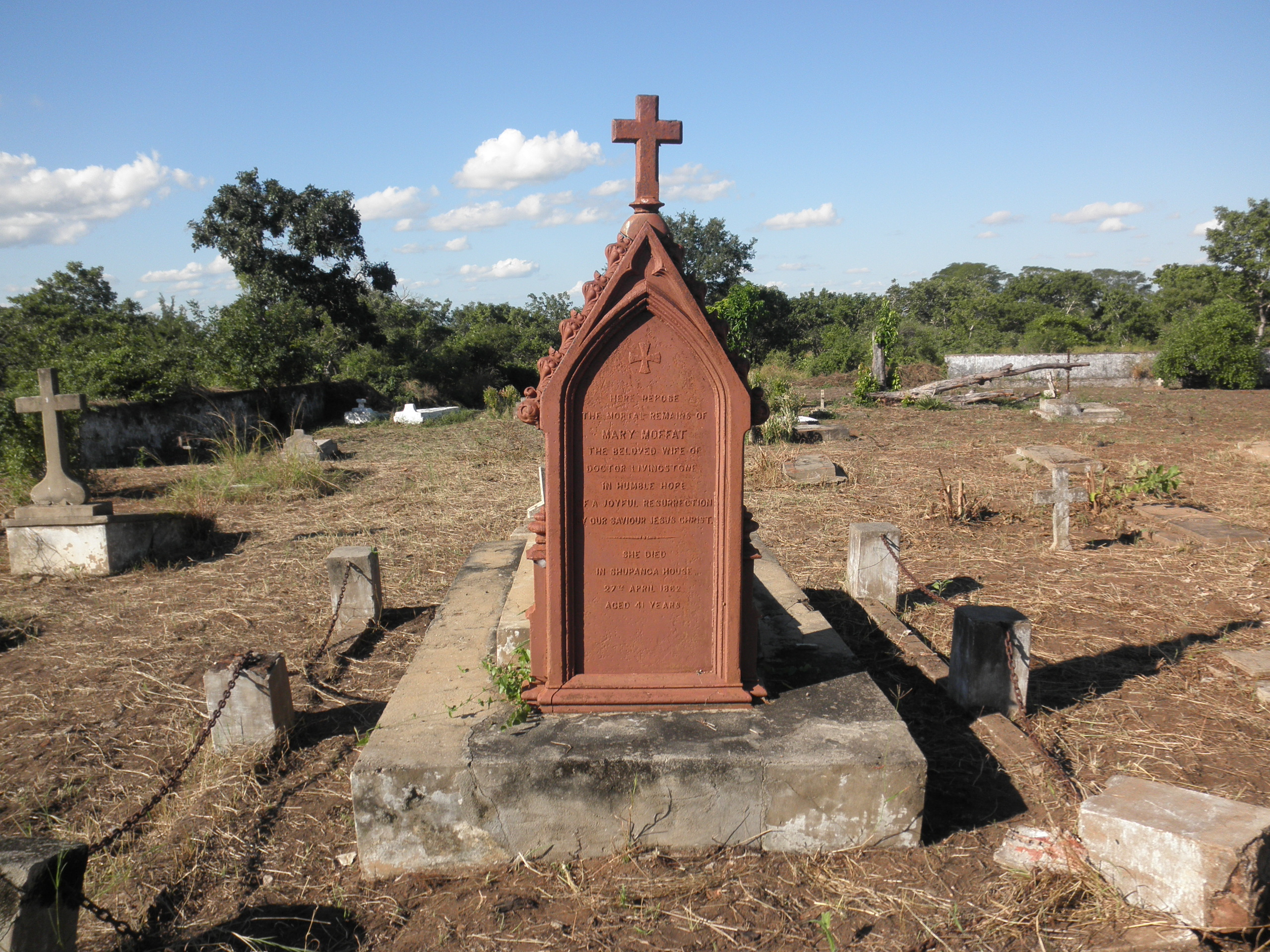
آرامگاه ماری موفات لیوینگستون